# خشنية جرابية
الخشنية الجرابية نوع نباتي ينتمي إلى جنس الخشنية من الفصيلة الحوذانية. هذا الجنس سام.